# Трепалов, Александр Максимович
Александр Максимович Трепалов (1887 — 1937) — советский деятель органов охраны общественного порядка, начальник МУРа.

## Биография
Родился в русской семье, получил низшее образование, с 13-летнего возраста работал на столичной мануфактуре. Член РСДРП с 1908, служил на царском флоте, гальванёр броненосного крейсера «Рюрик». Вёл большевистскую агитацию среди экипажа, пока боцман в его рундуке не обнаружил пачку прокламаций и попытался избить его. В результате драки боцман отправился в лазарет, в суд приговорил к каторжным работам, которые отбывал на плавучей каторге в Либаве. Во время Февральской революции по заданию партии вёл среди солдат и матросов большевистскую агитацию против продолжения Империалистической войны и Временного правительства. В 1917 член ВРК во 2-й армии, член ВРК Западного фронта, заместитель председателя ВРК Красного креста этого фронта. С марта 1918 работал в ВЧК, заместитель заведующего, затем заведующий отделом по борьбе с контрреволюцией, заведующий отделом контроля складов, заведующий особой группой, член коллегии ВЧК. В 1919–1920 являлся начальником Московского управления уголовного розыска. Участвовал в преследовании и задержании банды Я. Кузнецова, совершившей накануне вооружённое ограбление ехавшего на автомобиле В. И. Ленина. В 1920 состоял в распоряжении председателя ВЧК при СНК РСФСР, представлял интересы ВЧК на Юге УССР, председатель чрезвычайной комиссии по разгрузке дорог УССР при ВУЧК, председатель Александровской губернской ЧК. В 1920–1922 являлся председателем Екатеринославской губернской ЧК. В 1922 был начальником Екатеринославского губернского отдела ГПУ. С 1922 работал заместителем начальника экономического управления ГПУ при СНК РСФСР, затем в ГПУ при СНК Туркестанской ССР. С марта 1923 слушатель Курсов марксизма-ленинизма при Социалистической академии. С 1925 работал в строительных организациях в системе ВСНХ, затем в Народном комиссариате тяжёлой промышленности СССР. В 1933 работал начальником «Балхашстроя». С 1933 на пенсии, персональный пенсионер союзного значения с 1 сентября 1935. Проживал в столице на улице Горького, в доме № 26, квартире № 86. Арестован 27 октября 1936, во время проведения дознания незаконными методами не оговорил ни себя, ни других. 27 мая 1937 ВКВС СССР осуждён к высшей мере наказания, расстрелу,  с конфискацией лично ему принадлежащего имущества по статьям 58-8 и 58-11 УК РСФСР (участие в антисоветской террористической организации) и на следующий день расстрелян. Захоронен на Донском кладбище. Реабилитирован посмертно пленумом Верховного суда СССР 25 августа 1967.